# 30 Rezerwowa Dywizja Zmechanizowana
30 Rezerwowa Dywizja Zmechanizowana (30 RDZ) – związek taktyczny wojsk zmechanizowanych Sił Zbrojnych PRL.
Dywizja utworzona została w 1972 roku na bazie jednostek Pomorskiego Okręgu Wojskowego, jako rezerwowy związek taktyczny, formowany na wypadek wojny. W 1977 dywizja przemianowana została na "26 Rezerwową Dywizję Zmechanizowaną". Skład dywizji pozostał bez zmian, lecz zmienione zostały jednostki mobilizujące. Istniejąca dotychczas 26 Rezerwowa Dywizja Zmechanizowana została rozformowana. W czasie wojny dywizja wchodziła w skład Frontu Polskiego, jako jednostka odwodowa dowódcy Frontu. W 1989 roku dywizja została rozformowana.

## Struktura organizacyjna dywizji w latach 1972-1977
W nawiasach podano nazwy jednostek mobilizujących
- Dowództwo 30 Rezerwowej Dywizji Zmechanizowanej w Gdańsku - (13 Pułk Wojsk Obrony Wewnętrznej)
- 83 Pułk Zmechanizowany w Szczecinie - (5 Pułk Zmechanizowany)
- 84 Pułk Zmechanizowany w Szczecinie - (41 Pułk Zmechanizowany)
- 85 Pułk Zmechanizowany w Wałczu - (49 Pułk Zmechanizowany)
- 76 Pułk Czołgów Średnich w Elblągu - (1 Pułk Czołgów Średnich)
- 77 Pułk Artylerii w Budowie - (36 Pułk Artylerii)
- 13 Pułk Wojsk Obrony Wewnętrznej w Gdańsku
- 83 Dywizjon Artylerii Przeciwpancernej w Toruniu - (Wyższa Szkoła Oficerska Wojsk Rakietowych i Artylerii)
- 61 Dywizjon Artylerii Przeciwlotniczej w Stargardzie Szczecińskim - (9 Pułk Zmechanizowany)
- 32 Batalion Rozpoznawczy w Gdańsku - (13 Pułk Wojsk Obrony Wewnętrznej)
- 90 Batalion Łączności w Gdańsku - (13 Pułk Wojsk Obrony Wewnętrznej)
- 87 Batalion Saperów w Tczewie - (47 Batalion Saperów)
- 30 Batalion Remontowy w Czarnem - (28 Pułk Czołgów Średnich)
- 30 Batalion Zaopatrzenia w Gdańsku - (13 Pułk Wojsk Obrony Wewnętrznej)
- 40 Batalion Medyczny w Wałczu - (49 Pułk Zmechanizowany)
- 46 Bateria Dowodzenia Szefa Artylerii Dywizji w Budowie - (36 Pułk Artylerii)
- 74 Kompania Chemiczna w Gdańsku - (13 Pułk Wojsk Obrony Wewnętrznej)

Według etatu z 1972 dywizja w czasie wojny liczyła 11 168 żołnierzy. Jej uzbrojenie stanowiło: 184 czołgi średnie (w tym 150 T-34/85), 8 transporterów opancerzonych, 54 działa 122 mm, 36 armat przeciwpancernych 85 mm, 18 armat przeciwlotniczych 37 mm, 18 moździerzy 120 mm i 54 moździerze 82 mm.